# José Pedro da Silva Campos Oliveira
José Pedro da Silva Campos Oliveira, connu sous le nom de Campos Oliveira, né le 17 avril 1847 à Cabaceira sur l'île de Mozambique et mort le 1er janvier 1911 au même endroit, est un fonctionnaire, journaliste et poète mozambicain, considéré comme le premier poète né au Mozambique.

## Biographie
On sait peu de choses de ses origines (africaine, indienne et/ou portugaise), si ce n'est qu'il perd sa mère, Anna Maria da Silva Campos, avant l'âge de cinq ans.
Il part à Margao dans l'État de Goa, dans l'Inde portugaise, où il étudie le droit et commence ses activités littéraires en collaborant à différents périodiques. Lorsqu'il retourne au Mozambique, vers 1866, il poursuit la publication de poèmes et d'essais, tout en travaillant dans l'administration, notamment comme directeur des Postes.

## Œuvre
Sa poésie est marquée par le romantisme, diffusé, avec un certain décalage, d'abord dans la péninsule ibérique, puis dans les provinces portugaises ultramarines.
Seuls 31 poèmes ont été conservés. Le plus connu est O Pescador do Moçambique (« le pêcheur du Mozambique »), dont voici la première strophe :

« – Eu nasci em Moçambique

de pais humildes provim,

a côr negra que eles tinham

é a côr que tenho em mim:

sou pescador desde a infância,

e no mar sempre vaguei;

a pesca me dá sustento,

nunca outro mister busquei. »